# المخاطرية (الشلف)
منطقة المخاطرية بصفة عامة هي جزء من ولاية الشلف، التي كانت تسمى قبل الاستعمار بالأصنام ثم باسم اورليونفيل أثناء الاحتلال الفرنسي للجزائر والتي تحولت من بلدية إلى عمالة بعد التقسيم الإداري الفرنسي سنة 1958م حيث كانت فيها فئات سكانية كبيرة من فرنسيين مسيحيين وجزائريين مسلمين. وأبناء المخاطرية كجزء من مدينة الشلف تفاعلوا مع كل الأحداث التي مست مدينة الشلف في ثورة 1954 كمجاهدين وشهداء حيث كانت تابعة للولاية الرابعة بقيادة سي محمد الجيلالي بونعامة 1 قدموا أرواحهم في سبيل الوطن فتعرض أبناء الشلف لتعذيب كبير من طرف الفرنسيين في سجن بوفيس الذي يعد ثاني أكبر سجن فرنسي في الجزائر يوجد بأولاد فارس، كما تفاعل ابناؤها مع الحركة التعليمية كمدرسة الخلدونية التي أسستها جمعية علماء المسلمين الجزائريين بقيادة الشيخ الجيلالي البودالي رحمه الله.

## جغرافية
حي أو بقعة المخاطرية تقع شمال بلدية الشلف يحدها من الشمال بقعة البرانسية ومن الشرق طريق المطار وحي الموافقية ومن الغرب بقعة الرملية والحباير ومن الجنوب مقبرة وغابة سيدي عامر المطلة على حي الحرية. ويمر في شرقها طريق المطار يتفرع منه طريقان أولهم يتجه شمالا نحو البرانسية مرورا بالمخاطرية والثاني يتجه إلى الشمال الغربي نحو بقعة الرملية والحباير ويمر في وسط المخاطرية بجانب مسجدها القديم ويوجد على هذا الطريق محطات النقل لصالح سكان المخاطرية منها محطة بن عزوز ومحطة المدرسة Ecol ومحطة المخاطرية.
كما يوجد بجانب هذا الطريق مقهى ودكاكين المواد الغذائية والميكانيكية لصنع وغسل السيارات.

## طبيعة
تتمتع هذه المنطقة بأراضي واسعة جميلة وخضراء بمختلف المزروعات وما يزيدها جمالا هو غابة سيدي عامر التي تطل عليها من الجهة الجنوبية فتعطي للناظر جمالا طبيعيا ساحرا حتى أن هذه الغابة يرتادها الرياضيين لممارسة الرياضة وحتى بعض العائلات يقصدونها للاستجمام واخذ صور لوسط مدينة الشلف، خاصة في فصل الربيع والصيف. كما يوجد بأراضي المخاطرية عيون صالحة للشرب تسمى «عين البير الحامي» لأن الماء يخرج دافئا ومازال سكان بلدية الشلف يملؤون منها نظرا لعذوبة مائها.

## تاريخ
تاريخها مرتبط ببلدية الشلف والجهة الشمالية لبلدية الشلف حيث كانت تسمى هذه الجهة في العهد الاستعماري الفرنسي باسم لجراف، وأثناء قيام ثورة 1954م قدمت المخاطرية أبنائها للجهاد ضد الفرنسيين، فسقط منهم شهداء نذكر منهم مختاري عبد القادر المولود سنة 1937م واستشهد سنة 1957م والشهيد مختاري بن عبد الله استشهد في 31/12/1960، والقائمة طويلة.
كما كان للعائلات في هذه المنطقة دورا كبيرا في دعم الثوار بالأكل والإيواء.

## ثقافة
تأسست بها مدرسة قرآنية لتعليم القرآن ودرس بها معلمين أبرزهم الشيخ نعمان تخرج على أيديهم طلبة حافظين لكتاب الله، وحاليا يُدرس بها الشيخ عبد القادر حفظهم الله جميعا، كما يوجد بها مسجدين أقدمهم يوجد بجانب الطريق والقريب من محطة بلعزوز، والثاني شرع أهل المخاطرية في بنائه حديثا تقريبا من سنة 2012م يقع في وسط المخاطرية مجاور للمنشآت الصناعية، كما تم إنشاء ابتدائية سنة 2016م لصالح أبناء المخاطرية حيث يزاولون دراستهم. 
ويوجد بين سكان المخاطرية رجال مثقفين وأهل كرم فمنهم فلاحين وتجار وأساتذة ومهندسين وأطباء وطلبة بالجامعات، وممثلين بالبلدية..وهذا ما سمح بتطور النشاط الخيري والجمعوي، حيث تنشط حاليا جمعيتين وهي جمعية المستقبل وجمعية المخاطرية ويعمل أعضاء الجمعيتين على دعم التنمية الحضارية في المخاطرية ولكل أحياء الجهة الشمالية لبلدية الشلف. وكذلك العمل الخيري كمساعدة الفقراء من سكان المخاطرية ودعم التعليم الديني والعلمي بها من خلال تقديم جوائز للحافظين والناجحين من أبناء المخاطرية في مختلف المناسبات الدينية.
اقتصاديا:
لقد سمح الموقع الاستراتيجي لمنطقة المخاطرية القريب من وسط مدينة الشلف بحوالي 3.7 كلم. وخصوبة أراضيها من الجمع بين الإنتاج الفلاحي والصناعي حيث تنتج أراضيها الواسعة والخصبة مختلف المحاصيل الزراعية من حبوب كالقمح والشعير والخضر والفواكه كالبطاطا والطماطم والمعدنوس والقرنبيط والبطيخ والبرتقال والعنب...الخ، كما يوجد بها منشأت غذائية وصناعية كمنشأة إنتاج البيض وحظائر لتربية الأبقار وإنتاج الحليب ومذابح الدواجن ومخازن لمختلف البضائع، ومنشأة لتلحيم أفران الخبز (الكوشة) وأنشئت هذه المؤسسات من طرف مستثمرين خواص، وهكذا اجتمع فيها الإنتاج الفلاحي والصناعي في انتظار التهيئة الحضرية من طرف مسؤولي الولاية.

## وصلات خارجية
- جامعة حسيبة بن بوعلي -الشلف
- مسجد المخاطرية